# Amsterdams Grafisch Atelier
Het Amsterdams Grafisch Atelier, sinds 2013 bekend onder de naam AGA LAB is een grafische doe-het-zelf werkplaats dat in 1958 is opgericht in Amsterdam. AGA LAB biedt Amsterdamse, Nederlandse en internationale kunstenaars een goed geoutilleerd openbaar atelier met ondersteuning van technische experts en begeleiding waar nodig.

## Non-toxisch
AGA LAB hanteert een non-toxische werkwijze bij vrijwel alle technieken, behalve de ontwikkeling van foto's in de doka (donkere kamer).

## Workshops
AGA LAB organiseert regelmatig workshops met betrekking tot de diverse technieken die op de werkplaats mogelijk zijn. Dit zijn onder andere workshops op het gebied van zeefdruk, etsen, risografie en toyobo.